# Buckmobile Company
Buckmobile Company war ein US-amerikanischer Hersteller von Automobilen.

## Unternehmensgeschichte

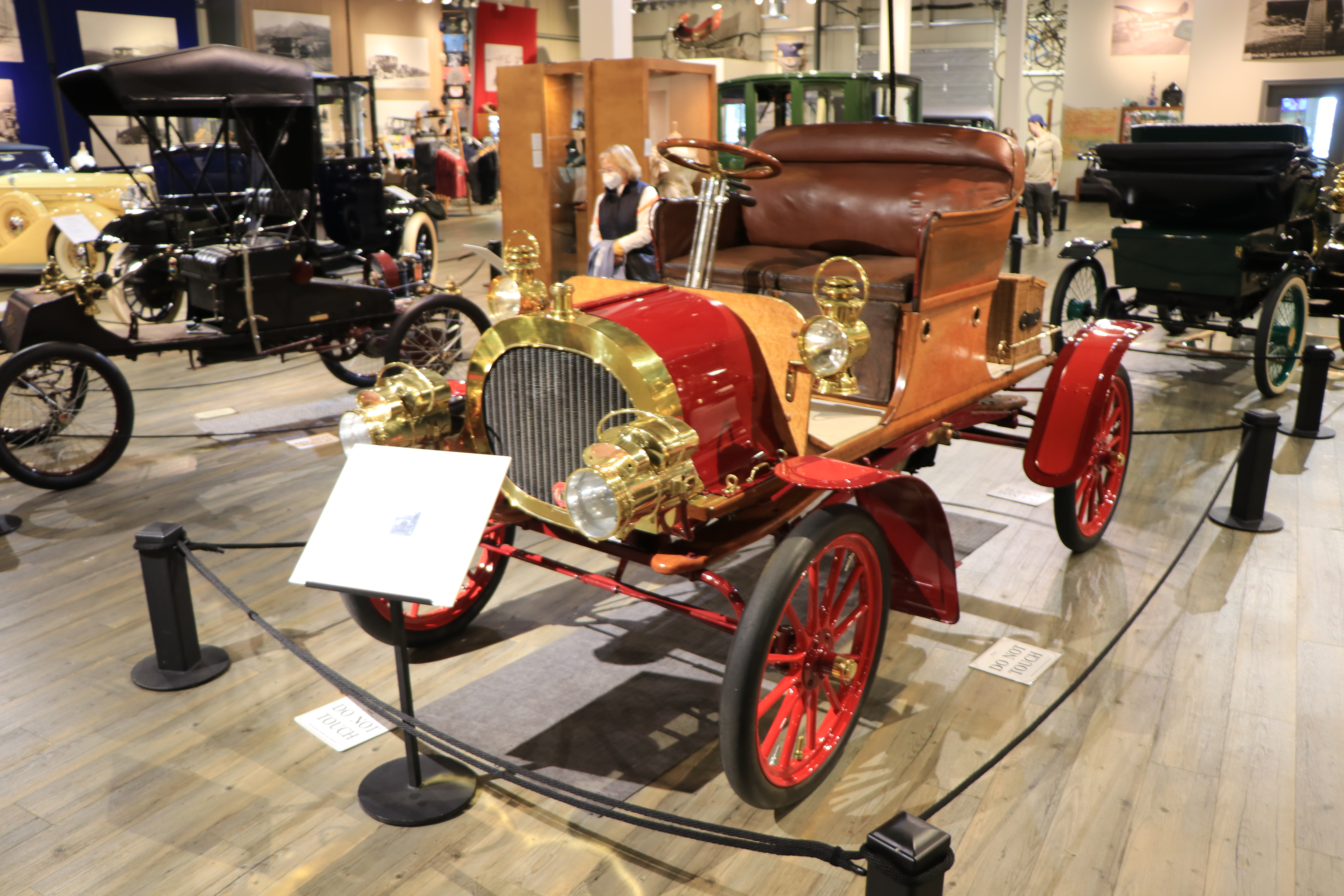
Buckmobile von 1904 in einem Automuseum in Fairbanks (2022)

Das Unternehmen wurde 1902 in Utica im US-Bundesstaat New York gegründet. Albert J. Seaton war der Präsident, A. Vedder Brower für die Finanzen zuständig und William H. Birdsall Generalmanager und Designer. Im Januar 1903 standen die ersten Fahrzeuge auf der New York Automobile Show, die von der Presse gelobt wurden. Der Markenname lautete Buckmobile. Die Produktionskapazität von anfangs zwei Fahrzeugen pro Woche wurde im Oktober 1903 auf fünf pro Woche erhöht. Im Oktober 1904 wurde das Unternehmen durch die Black Diamond Automobile Company übernommen, die die Produktion unter Beibehaltung des Markennamens noch bis 1905 fortsetzte. Insgesamt entstanden etwa 40 Buckmobile.

## Fahrzeuge
Die Fahrzeuge hatten keine speziellen Modellbezeichnungen. Ein Zweizylindermotor trieb die Fahrzeuge an. Wasserkühlung und Luftkühlung standen zur Wahl.
1903 leistete der Motor 10 PS. Der Radstand betrug 203 cm. Einzige Karosserieform war ein Runabout.
1904 wurde die Motorleistung auf 15 PS erhöht und der Radstand auf 208 cm verlängert.
1905 blieb es bei 15 PS. Das Fahrgestell hatte nun 211 cm Radstand. Neben dem Runabout gab es nun auch ein Tonneau.

## Modellübersicht
| Jahr | Zylinder | Leistung (PS) | Radstand (cm) | Aufbau             |
| ---- | -------- | ------------- | ------------- | ------------------ |
| 1903 | 2        | 10            | 203           | Runabout           |
| 1904 | 2        | 15            | 208           | Runabout           |
| 1905 | 2        | 15            | 211           | Runabout           |
| 1905 | 2        | 15            | 211           | Detachable Tonneau |